# I Croods
I Croods (The Croods) è un film d'animazione del 2013 scritto e diretto da Kirk DeMicco e Chris Sanders e con protagonisti del cast vocale Nicolas Cage, Ryan Reynolds, Emma Stone e Catherine Keener. Il film è prodotto dalla DreamWorks Animation ed è il primo della DreamWorks distribuito dalla 20th Century Fox dopo il termine del contratto con la Paramount Pictures avvenuto nel 2012.

## Trama
In un giorno molto soleggiato, durante una fittizia epoca primitiva in cui la Terra è abitata da animali ibridi, la famiglia Croods, composta da uomini di Neanderthal- Grug, sua moglie Ugga, i figli Eep, Tonco e Sandy e sua suocera- ha una burrascosa e divertente battuta di caccia. Dopo che essa finisce Eep, la figlia più grande, si avvicina troppo alla cima di una montagna e per questo viene sgridata dal padre, che costringe i membri della famiglia a rimanere sempre nella caverna e ad avere paura dell'ignoto.
Quella notte Eep sentendo uno strano rumore proveniente dall'esterno della caverna, esce senza il permesso del padre. Dopo aver camminato per qualche minuto incontra casualmente Guy, un ragazzo appartenente alla specie homo sapiens, nomade e dotato di grande inventiva. Quest'ultimo le mostra per la prima volta il fuoco e le rivela che presto il mondo finirà a causa di un violento cataclisma, tra terremoti ed eruzioni vulcaniche, e la invita a seguirlo verso un posto più sicuro. Eep, nonostante sia affascinata da lui, rifiuta per non lasciare sola la sua famiglia e il ragazzo se ne va, donandole una conchiglia da suonare per chiamarlo nel momento del bisogno. Qualche istante dopo, Eep viene raggiunta da Grug che la mette in punizione per colpa del fatto che è uscita di notte. Dopo che i due sono tornati dal resto della famiglia, che distrugge la conchiglia a causa della sua paura verso le novità, i moniti di Guy vengono effettivamente confermati da una forte scossa di terremoto che distrugge la caverna.
Dopo il sisma, la famiglia è costretta a mettersi in viaggio in una immensa e rigogliosa foresta tropicale, che si estende dall'altra parte del suo territorio. Dopo qualche ora di cammino, la famiglia viene attaccata da un enorme e variopinto felino dai denti a sciabola. Dopo essergli sfuggita, la famiglia viene aggredita da uno stormo di minuscoli ma letali uccelli carnivori. Eep capendo che da soli non ce la faranno mai riesce a chiamare Guy, il quale mette in fuga gli uccelli grazie al fuoco.
A causa del fuoco, che ovviamente spaventa i Croods, il gruppo combina un susseguirsi di guai: danno fuoco ad una intera radura e fanno esplodere una pannocchia gigante in aria. A causa di questo la famiglia così come Guy, è costretta a passare la notte lì.
Il giorno seguente, la famiglia Croods riesce a convincere Guy ad aiutarli. Il gruppo quindi si mette in viaggio verso una imponente e alta montagna che sta piuttosto lontana da loro, nella speranza di trovare una nuova caverna. Dopo una battuta di caccia organizzata da Guy che riesce a catturare un mostruoso uccello carnivoro, quest'ultimo affascina la famiglia con una affascinante storia sul "domani", un luogo pieno di luce e di meraviglie da scoprire.
La mattina seguente, dopo che Guy ha rischiato di cadere in un cratere pieno di lava, quest'ultimo riesce a scappare ai Croods, che per riprenderlo, cercano di attraversare, con esiti disastrosi, una distesa di coralli affilati. Tuttavia, vedendo e capendo che da soli morirebbero, e intuendo l'interesse che Eep nutre per lui e capendo l'interesse che lui nutre per lei, Guy decide di restare con loro e di aiutarli con le sue invenzioni. Per il resto del viaggio Guy riesce a guadagnarsi l'amicizia e la simpatia dell'intera famiglia (tranne Grug), soprattutto di Eep grazie al suo modo divertente di provare le cose nuove. Dopo diverso tempo, i Croods arrivano ad un labirinto roccioso dove, nonostante le proteste di Grug, sono costretti a dividersi per attraversarlo. Dopo un po'di tentennamenti, la famiglia riesce a superare le proprie difficoltà e paure, uscendo incolume dal percorso, con Eep e Guy sempre più innamorati e Tonco che fa amicizia con uno stravagante animaletto che decide di chiamare Douglas. Temendo di perdere la sua famiglia, sempre più fiduciosa in Guy e nelle sue capacità, Grug tenta di stupire tutti con alcune bislacche invenzioni, che però gli si ritorcono contro. 
Arrivati alla montagna, i Croods vengono sorpresi da un vulcano nelle vicinanze che si risveglia bruscamente, e Grug vorrebbe far nascondere la famiglia in una caverna, ma tutti si ribellano e affermano che vogliono seguire Guy nel "domani" e che non vogliono più nascondersi nel buio. Furibondo, Grug insegue Guy, ma i due finiscono in una vasca di catrame. A quel punto Guy, pensando che sia la fine, rivela a Grug di aver perso la famiglia, guadagnandosi la sua fiducia e il suo rispetto. Subito dopo, grazie all'involontario aiuto del felino, i due riescono a fuggire e si ricongiungono con gli altri.
Arrivato finalmente sulla cima della montagna, il gruppo è sul punto di salvarsi, quando una violenta scossa fa crollare la parete e i protagonisti vengono circondati da una nuvola di polvere. Mentre tutti vogliono andare in una caverna per nascondersi, è proprio Grug a non farlo. Ammettendo finalmente i propri errori, Grug manda tutti dall'altra parte del baratro che si era creato. Prima di lanciare Eep, riesce a riappacificarsi con lei e le dice che le vuole bene. Prima che lei possa rispondere, Grug è costretto a lanciarla dall'altra parte del baratro e quindi a nascondersi in una caverna per sfuggire al cataclisma.
Dopo aver fatto pace con il felino preistorico che li aveva inseguiti, Grug riesce finalmente ad avere un'idea: trasforma una carcassa in una specie di macchina volante, attaccando con il catrame lo stormo di uccelli alla struttura, e dopo aver in extremis salvato il felino, Douglas e altri animali dalla catastrofe, con essa raggiunge la sua famiglia. In quel momento Eep finalmente rivela di volergli bene, riappacificandosi con lui.
Infine, la famiglia raggiunge una spiaggia tranquilla dove stabilisce la sua nuova casa, e continuando i suoi avventurosi viaggi per soddisfare la propria curiosità.

## Personaggi
- Grug Croods: è il capo della famiglia dei Croods. È un uomo forte, coraggioso e altruista, sebbene sia anche testardo. Ama molto la sua famiglia, e per questo la protegge con tutte le sue forze da qualsiasi pericolo. Credendo che le novità (le cose sconosciute) siano un pericolo, proibisce a tutti di provare cose nuove e a causa di questa sua regola ha spesso molti contrasti con Eep, sebbene le voglia molto bene. L'arrivo di Guy cambierà il suo modo di pensare.
- Eep Croods: è la figlia più grande. È una ragazza coraggiosa, testarda e sensibile. È l'unica della famiglia a odiare la vita che il padre li costringe a vivere, ed è infatti l'unica a non temere le novità. Sebbene voglia molto bene al padre, ha spesso dei litigi con lui. Si innamorerà di Guy.
- Guy: è un nomade. È un ragazzo sveglio, spiritoso e altruista. Sebbene all'inizio tema i Croods, a causa della loro stupidità e dei loro modi primitivi, alla fine decide di aiutarli. Grazie alla sua intelligenza, farà cambiare il modo di pensare a tutta la famiglia (anche se sarà difficile con Grug). Si innamorerà di Eep.
- Ugga Croods: è la moglie di Grug. Caratterialmente, è identica al marito. La sola differenza è che lei capisce Eep e lui no. Sarà la prima (dopo Eep) ad apprezzare Guy.
- Tonco Croods: è il secondogenito di Grug e Ugga. È il membro meno sveglio e ingenuo della famiglia, sebbene sia il più dolce, ed è quello più legato al padre. Sarà infatti l'unico a scusarsi quando la famiglia deciderà di fidarsi totalmente di Guy (sebbene ammiri profondamente quest'ultimo).
- Nonna Croods: è la madre di Ugga. È una donna presuntuosa e irritabile. Sta molto antipatica a Grug (è ricorrente la scena in cui lei dica di essere ancora viva e lui che risponde con un secco e scocciato "ancora"). Alla fine, dopo aver notato il cambiamento di Grug, si scuserà con quest'ultimo, apprezzando il fatto che sia cambiato.
- Sandy Croods: è la più piccola della famiglia. È la persona più selvaggia (spesso morde gli altri). Parlerà solo verso la fine, dicendo "papà".
- Laccio: è un bradipo. Compagno e migliore amico di Guy, è una figura esclusivamente comica.
- Papparnivoro: è un gigantesco felino dalle fattezze di uno smilodonte forte e scaltro. Inseguirà i Croods per tutto il viaggio, per mangiarli. Alla fine, quando Grug imparerà ad apprezzare le novità e lo salverà dal cataclisma, diventerà il suo migliore amico. Ha la colorazione di un pappagallo ara arauna, da cui il nome, unione delle parole pappagallo e carnivoro.
- Douglas: è un animale selvaggio che diventerà l'animale domestico di Tonco. Il suo aspetto è un mix tra un coccodrillo e un cane.

## Produzione
La produzione del film, inizialmente conosciuto con il titolo di lavorazione Risveglio di Crood venne annunciato nel maggio del 2005. Inizialmente doveva essere prodotto dalla Aardman Animations in collaborazione con la DreamWorks Animation e avrebbe dovuto essere realizzato in stop-motion, ma quando nel gennaio del 2007 la Aardman decise di ritirarsi dalla collaborazione i diritti del film tornarono interamente in mano alla DreamWorks. Le prime bozze della sceneggiatura vennero scritte da Kirk DeMicco e John Cleese e successivamente rimaneggiate anche da Chris Sanders, che nel marzo del 2007 era stato scelto anche per dirigere il film. Il 28 maggio 2009 la DreamWorks annunciò che il titolo del film era stato modificato in quello attuale e che lo sceneggiatore Kirk DeMicco era stato scelto come co-regista.

## Colonna sonora
La colonna sonora del film è stata interamente composta da Alan Silvestri, con l'esclusione di una traccia composta dagli Owl City e cantata da Yuna, ed è stata distribuita in digitale a partire dal 15 marzo 2013 e in formato CD dalla Sony Classical a partire dal 26 marzo 2013.

### Tracce
Musiche di Alan Silvestri.
1. Owl City e Yuna – Shine Your Way
2. Prologue
3. Smash and Grab
4. Bear Owl Escape
5. Eep and the Warthog
6. Teaching Fire to Tiger Girl
7. Exploring New Dangers
8. Piranhakeets
9. Fire and Corn
10. Turkey Fish Follies
11. Going Guys Way
12. Story Time
13. Family Maze
14. Star Canopy
15. Grug Flips His Lid
16. Planet Collapse
17. We'll Die If We Stay Here
18. Cave Painting
19. Big Idea
20. Epilogue
21. Cave Painting Theme
22. The Crood's Family Theme
23. Cantina Croods

## Distribuzione
Nel settembre del 2008 venne annunciato che Chris Sanders avrebbe diretto Dragon Trainer e la data di uscita del film venne quindi fissata al marzo 2012. Successivamente a causa di alcuni ritardi sulla produzione la data di uscita del film nelle sale statunitensi venne rinviata al 1º marzo 2013 per poi essere definitivamente fissata al 22 marzo. In Italia è stato distribuito a partire dal 21 marzo, dopo una speciale anteprima gratuita tenutasi il 16 marzo nelle sale del gruppo UCI Cinemas.
Il film è stato proiettato in anteprima il 15 febbraio 2013 alla sessantatreesima edizione del Festival internazionale del cinema di Berlino.
Il primo trailer ufficiale del film è stato distribuito da Apple Trailers il 3 ottobre 2012, mentre il primo in italiano è stato distribuito il 6 dicembre. Il trailer finale è stato invece distribuito da iTunes Movie Trailers l'8 marzo 2013.

## Accoglienza

### Incassi
Al 19 settembre 2013, il film ha incassato in Italia 11522826 € e negli Stati Uniti 187168425 $. Il film ha incassato la somma di 587,204,668 $, diventando uno dei film di animazione di maggiore incasso di sempre e superando gli incassi del precedente film della Dreamworks Animation Le 5 leggende. Grazie al suo incasso, I Croods ha sorpassato gli incassi di Madagascar, diventando il secondo non sequel della Dreamworks con il maggiore incasso; questo primato appartiene a Kung Fu Panda con 631 milioni.

### Critica
Il film ha ricevuto recensioni perlopiù positive. Sul sito Rotten Tomatoes il film ha una valutazione del 77% con un voto medio di 6,5/10 basato su 140 critiche, il consenso critico dichiara: “Sebbene non sia uno tra i più evoluti (ahem) film d’animazione di sempre, I Croods è solido intrattenimento per tutte le famiglie in cerca di una divertente avventura animata”. Su Metacritic ha un punteggio del 55 su 100 basato su 30 recensioni che indica “recensioni miste o medie”.

## Altri media

### Videogioco
Il 1º marzo 2013 la Dreamworks Animation ha pubblicato nel suo canale ufficiale di YouTube il primo trailer del videogioco basato sul film che è stato reso disponibile a partire dal 14 marzo 2013 per iOS e Android. Entrambe le versioni sono state sviluppate dalla Rovio, gli stessi creatori di Angry Birds.

### Serie animata
Dal 2015 va in onda una serie televisiva a cartoni animati basata sul film, intitolata I Croods - Le origini. Ambientata prima degli eventi del film, è stata distribuita negli Stati Uniti su Netflix, mentre in Italia è stata trasmessa su DeaKids e Super!.

## Riconoscimenti
- 2014 - Premio Oscar
  - Candidatura Miglior film d'animazione

## Sequel
Fin dall'uscita del film, si è ipotizzata la possibilità di un sequel de I Croods. Durante il 2013, Ryan Reynolds, il doppiatore di Guy, ha confermato la creazione del sequel: si intitolerà I Croods 2 e sarebbe dovuto uscire nelle sale statunitensi il 2 novembre 2017; Reynolds ha affermato anche lo sviluppo di una serie televisiva animata. Tuttavia, nel novembre 2016 la nuova gestione della Universal ha cancellato i piani per il sequel. Nel settembre 2017 DreamWorks e Universal hanno annunciato che il progetto era ripreso, e l'uscita è prevista per il 23 dicembre 2020 ed è stato anche confermato che gli attori originali riprenderanno i loro ruoli.
Nel 2020 si è annunciato che il film si sarebbe chiamato I Croods 2 - Una nuova era (The Croods: A new age).